# Федор, Павел Степанович
Павел Степанович Федор (укр. Павло Степанович Федор; 14 января 1884, Нове-Место-над-Вагом, Австро-Венгрия — 2 марта 1952, Ужгород) — педагог, писатель, литературовед, общественно-политический и культурный деятель русофильского направления на Закарпатье, управляющий школ в Пряшеве и деятель Общества им. А. В. Духновича и Учительского Товарищества Подкарпатской Руси.

## Биография
Работал учителем народных школ в селах Габура у Медзилаборец (1903—1907) и Пчолине у Снины (1907—1920), горожанской школы г. Ужгорода (1920—1921), заместителем инспектора школ Ужгородского округа (1921—1922), референтом Реферата школ и народного просвещения Гражданской (краевой) Управы Подкарпатской Руси (1922—1938).